# Kaufmann Kohler
Kaufmann Kohler (Fürth, 10 maggio 1843 – New York, 28 gennaio 1926) è stato un rabbino e teologo tedesco naturalizzato statunitense. Fu un esegeta biblico, aderente all'Ebraismo riformato

## Biografia
Nato a Fürth, in Baviera, da una famiglia storica di rabbini, ricevette la propria formazione a Haßfurt, Höchberg (vicino a Würzburg), a Magonza, Altona, e a Francoforte sul Meno, sotto la direzione del filosofo Samson Raphael Hirsch. Compì gli studi universitari a Monaco, Berlino, Lipsia ed Erlangen.
Nel 1868 conseguì il PhD con una dissertazione dal titolo Der Segen Jacob, una delle prime pubblicazioni accademiche ad applicare la metodologia del criticismo biblico, il cui effetto, rafforzato dal suo carattere rigoroso, fu quello di precludergli l'accesso ai pulpiti delle sinagoghe tedesche.
Abraham Geiger, che Zeitschrift Kohler conobbe fin dalla prima infanzia, lo persuase ad emigrare in America, dove fu la figura-chiave del suo percorso e della sua affermazione professionale. 

Nel 1869, accettò la nomina a rabbino capo della Sinagoga "Beth-El" di Detroit, e nel 1871 divenne rabbino-capo della Chicago Sinai Congregation. Succeduto al suocero David Einhorn come rabbino del Tempio "Beth-El" di New York; a Chicago veniva sostituito dal cognato Emil Hirsch, esponente di spicco dell'Ebraismo Riformato statunitense.
Il 26 luglio 1903 fu eletto Presidente dell'Hebrew Union College-Jewish Institute of Religion, a Cincinnati.

## Ebraismo Riformato
Fin dal suo arrivo in America, Kohler sposò attivamente la causa dell'Ebraismo riformato, divenendo uno dei più giovani partecipanti al Congresso dei Rabbini Ebraici, tenutosi a Filadelfia nel 1869. Nel 1885 sottoscrisse la Convenzione di Pittsburgh, documento fondamentale del Giudaismo Riformato statunitense.

Negli anni del servizio sacerdotale a Chicago, Kohler introdusse le letture domenicali quale opzione facoltativa alla festa tradizionale dello Shabbat. Fu a capo del Consiglio Rabbinico (Board of Ministers) di New York e della Conferenza Centrale dei Rabbini d'America. Dal 1881 diresse per due anni Sabbath Visito, settimanale indirizzato alla gioventù ebraica. A partire dal 1886, fu il direttore The Jewish Reformer ("Il Riformatore Ebraico"), rivista di riferimento del Giudaismo Riformato, alla quale collaborarono anche I.S. Moses e Emil G. Hirsch.
Durante un ciclo di sei conferenze tenutosi al Seminario Teologico di New York sul tema della letteratura apocrifa, poco tempo prima di lasciare l'incarico, sollevò le proprie critiche in merito alla Convenzione di Pittsburgh: Non possiamo nasconderci che la Riforma, in assenza di qualsiasi ulteriore principio oltre a quello del progresso illuminista, abbia creato l'abitudine a trattare il passato con irriverenza, e a sminuire le fonti sacre del giudaismo e la reputazione delle sue istituzioni storiche.

## Pubblicazioni
Kohler fu un autore molto attivo e prolifico nelle riviste scientifiche semitiche ed ebraiche, sia in Europa che in America. Fra i periodici ai quali contribuì con maggiore frequenza, si ricordano: Geiger's Zeitschrift, rivista della Società Tedesca di Orientalistica; Hebraica, trimestrale ebraico; Allgemeine Zeitung des Judenthums, the Jewish Times, the American Hebrew, Menorah Monthly, Zeitgeist, ed Unity.
Fra i suoi studi e pubblicazioni:
- On Capital Punishment (1869);
- The Song of Songs (1877);
- Backwards or Forwards, ciclo di letura sull'Ebraismo Riformato (1885);
- Ethical Basis of Judaism (1887);
- Church and Synagogue in Their Mutual Relations (1889);
- A Guide to Instruction in Judaism (1899)
- Jewish Theology, Systematically and Historically Considered (1918)
- The Origins of the Synagogue and the Church (1929, postumo)

Inoltre, curò l'edizione integrale delle opere del rabbino David Einhorn, e importanti studi su Gesù e Paolo.